# Luier

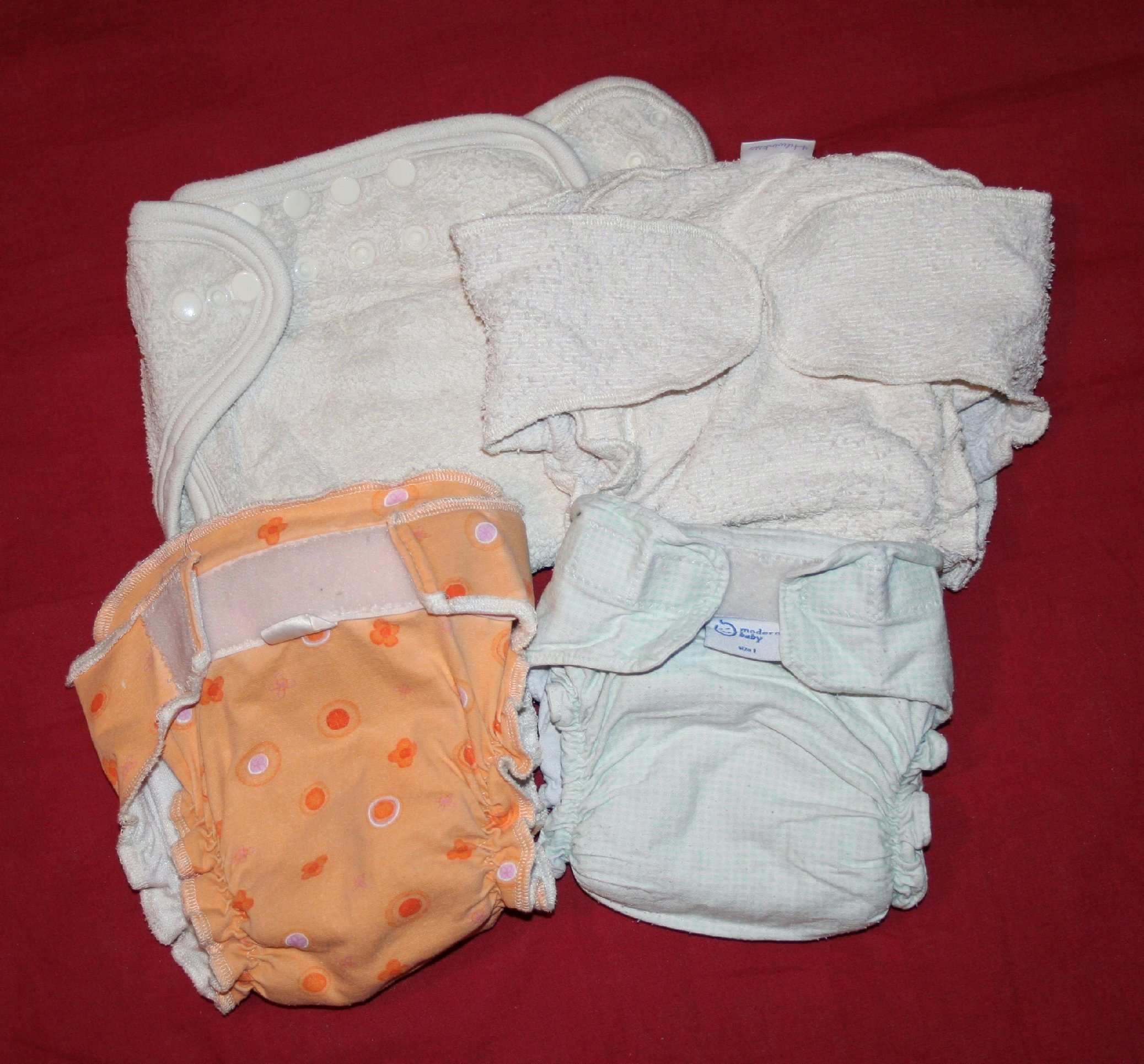
Wasbare luiers

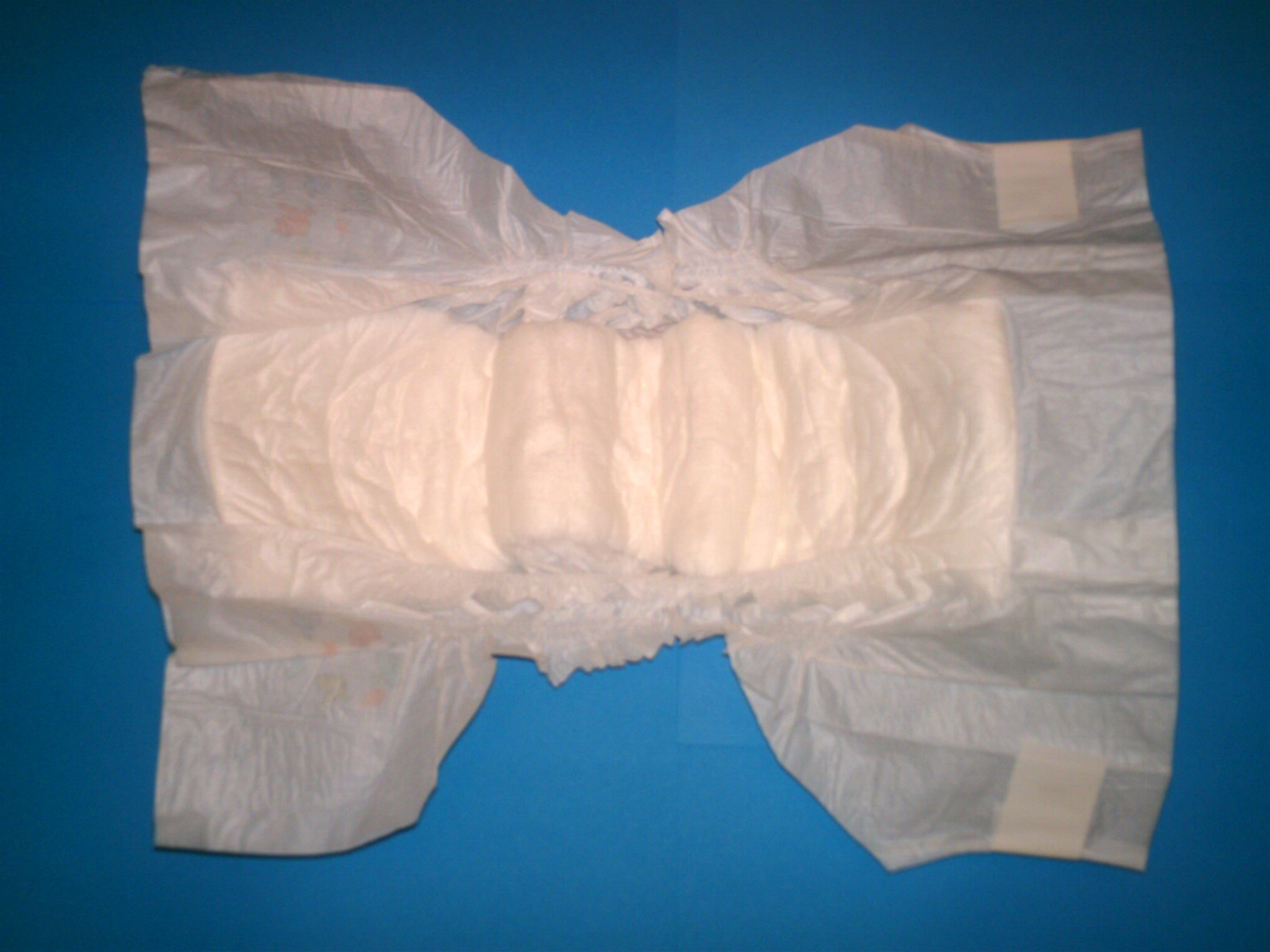
Wegwerpluier

Een luier is vochtabsorberend ondergoed dat wordt gebruikt om ontlasting en urine op te vangen en op een later moment te verschonen.

## Gebruik
Luiers worden gebruikt bij baby's en jonge kinderen die nog niet zindelijk zijn. Soms zijn ze alleen 's nachts nodig - zie bedplassen. Buitenshuis worden luiers meegenomen in een luiertas. Incontinente volwassenen kunnen ook een luier dragen - in dat geval wordt in publicaties van verband gesproken.
Luiers kunnen worden gebruikt bij activiteiten waarbij een toilet voor langere tijd onbereikbaar is, zoals diepzeeduiken en ruimtevaart.
Luiers worden soms gedragen door mensen met een fetisjisme voor luiers.

## Kinderen
Kinderen worden door verzorgers verschoond op een aankleedkussen. Overdag hebben de meeste kinderen geen luier meer nodig wanneer ze drie tot vier jaar oud zijn.

## Varianten
- De klassieke katoenen luier.
- De wegwerpluier voor eenmalig gebruik. De wegwerpluier werd door Marion Donovan (1917-1998) uitgevonden nadat zij begon te experimenteren met waterdichte overtrekbroekjes voor babyluiers.[2]
- De wasbare luier die meerdere malen gebruikt wordt, van katoen, bamboe, hennep of synthetische materialen. Deze luier is bedoeld voor kinderen in de babyleeftijd.
- De luierbroek (pants) die als een onderbroekje kan worden aangetrokken en de functie van een incontinentieluier heeft (meestal als wegwerpproduct). Deze wordt vaak gebruikt bij zindelijkheidstraining en daarnaast voor niet-bedlederige mensen die incontinent zijn.
- Het nachtbroekje voor bedplassende kinderen (al of niet in wegwerpvorm). De wegwerpnachtbroekjes zijn ook voor oudere kinderen verkrijgbaar.
- De zwemluier (meestal voor baby's vanaf drie maanden). Ze zwellen niet op in het water maar absorberen wel urine en ontlasting.